# Культура штрихованной керамики

Балтийские культуры конца раннего — начала среднего железного века (600—400 гг. до н. э.):
— поморская культура
— экспансия культуры подклёшевых погребений (преемницы Поморской культуры)
— культура штрихованной керамики
— милоградская культура
— днепро-двинская культура
Культура самбийских курганов:
— группа Самбии-Натангии
— группа западной Мазурии (вероятно связанная с пре-галиндами)
— ятвяжская группа
— пре-куршская группа

Культу́ра штрихо́ванной кера́мики — балтская археологическая культура железного века (VII век до н. э. — V век н. э.), расположенная на территории восточной Литвы, юго-восточной Латвии, а также северо-западной и центральной Белоруссии. Разделяется на ранний и поздний периоды. В позднем периоде культурные изменения связаны с широким распространением металлургии и контактами с Римской империей, а также расширением ареала культуры на юго-востоке и влиянием зарубинецкой культуры.

## Генетические связи
Предполагается, что культура сформировалась на основе местных поздненеолитических неманской, поздней нарвской культур, под активным влиянием носителей культуры шнуровой керамики. Культура была родственна культуре западнобалтийских курганов и днепро-двинской культуре.
Во 2-й четверти V века многие её поселения были уничтожены огнём. Археологи находят в них трёхлопастные наконечники стрел, которые использовались гуннским населением. После этого в культурных горизонтах датируемые следы присутствия культуры штрихованной керамики не обнаруживаются, а её погребальный обряд сменяется на трупосожжения культуры восточнолитовских курганов. В юго-восточной части ареала её сменяет банцеровская культура (тушемлинская), в которую она вошла одним из компонентов. Высказывается предположение о генетических связях культуры штрихованной керамики и пражской культуры.

## Культура
Городища обычно занимали 0,1—0,5 га, вначале неукрепленные, но постепенно появляются оборонительные сооружения, со временем всё усложнявшиеся и увеличивавшиеся в размерах. Дома были многокамерные, подразделяясь на три секции, и имели столбовую конструкцию. Позднее в южных районах появились срубные полуземлянки, которые связывают с наплывом носителей зарубинецкой культуры.
Верования были связаны с обожествлением сил природы, культом солнца и огня. Вероятно, довольно широкое распространение имел культ медведя.
Погребальные памятники неизвестны. Посуда представлена главным образом лепными горшками.

## Хозяйство
Основу хозяйства составляло подсечное земледелие и животноводство. Охота и рыболовство играли вспомогательную роль. Выращивалась пшеница, рожь, бобы, горох, просо. Было животноводство, свиньи, овцы, кони, крупный рогатый скот.
Имелся центр ткачества, была развита металлургия. Керамика лепная.

## Этническая принадлежность
Высказываются предположения, что население культуры — потомки местных неолитических культур, ассимилированные неманскими и днепровскими балтами, — говорило либо на западнобалтском языке, либо на протобалто-славянском. Согласно географии Птолемея культура могла принадлежать племени ставанов и гелонов.